# Сухоребрик волзький
Сухоребрик волзький (Sisymbrium volgense) — вид рослин з родини капустяних (Brassicaceae), поширений у пд.-сх. Європі, натуралізований у пн.-сх., середній Європі, на півдні Швеції й Фінляндії.

## Опис

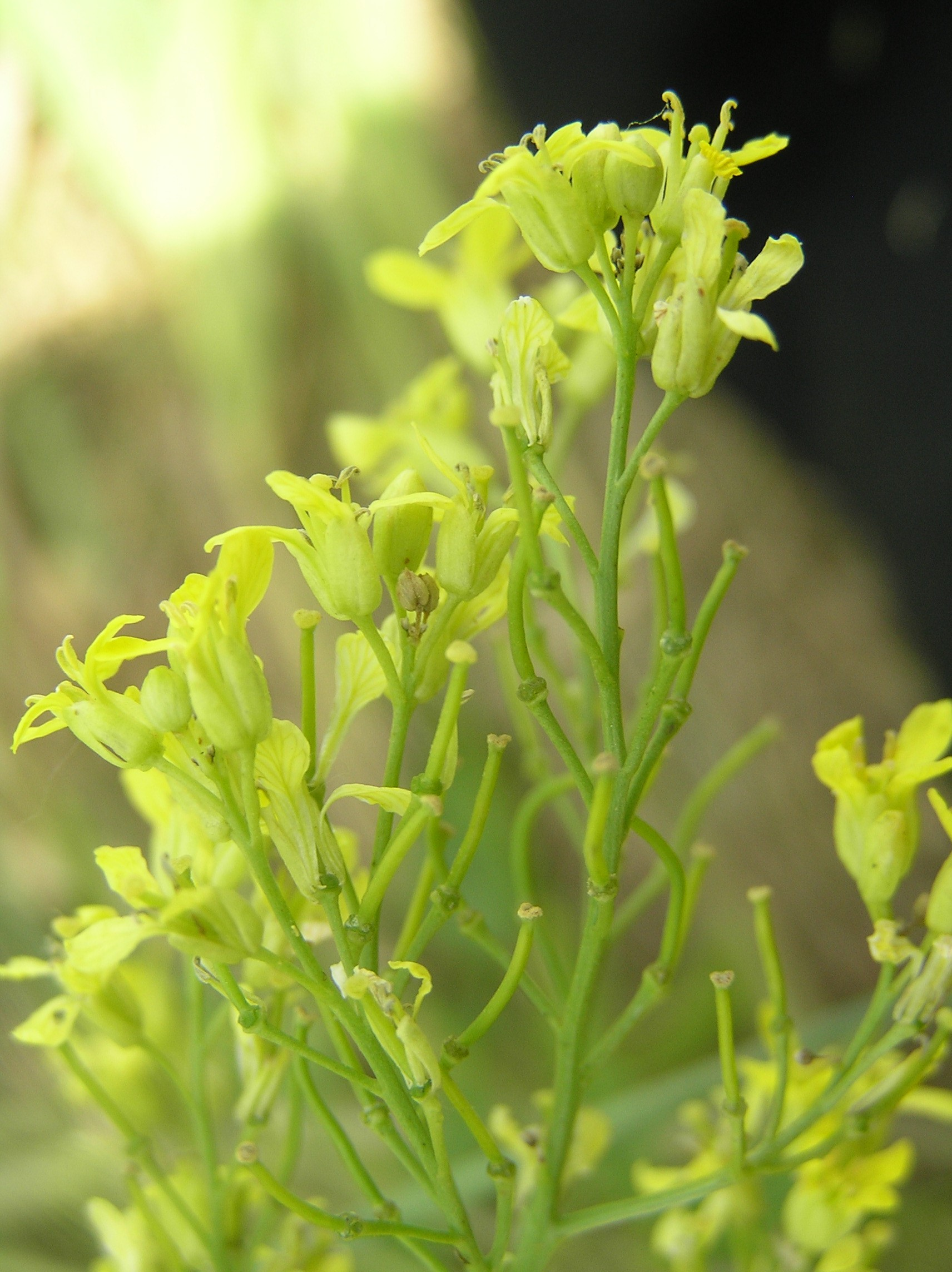
суцвіття

Багаторічна трав'яниста рослина 40–60 см заввишки. Рослина з підземними повзучими пагонами. Стеблові листки віддалені від стебла, товстуваті, сизі, нижні — великі, 3-вугільно-ланцетні, списоподібні або стругоподібно-надрізані, верхні — ланцетно-лінійні, цільні. Стручки на потовщених вгорі плодоніжках, вгору стоять, 3–6 см завдовжки.

## Поширення
Батьківщиною є степові райони південно-східної України, південно-західної Росії, Казахстану; натуралізований: Білорусь, Естонія, Латвія, Литва, Чехія, Німеччина, Польща, Словаччина, південна Фінляндія, південна Швеція.
В Україні вид зростає на полях, біля узбіч, на насипах залізниць — у Лісостепу і Степу зрідка; у Донецькому Лісостепу часто.